# Buphonida
Buphonida is een geslacht van kevers uit de familie bladkevers (Chrysomelidae).
De wetenschappelijke naam van het geslacht werd in 1865 gepubliceerd door Joseph Sugar Baly.

## Soorten
- Buphonida evanida Baly, 1865
- Buphonida philippinensis Jacoby, 1895
- Buphonida piceolimbata Jacoby, 1892
- Buphonida placida (Baly, 1886)
- Buphonida punctata (Duvivier, 1884)
- Buphonida puncticollis Baly, 1886
- Buphonida submarginata (Baly, 1886)